# تكتيك الوقت الحقيقي
تكتيك الوقت الحقيقي هي نوع من ألعاب الفيديو التكتيكية الحربية تلعب في تلعب بتأثيرات الحرب و التعبية العسكرية وتختلف عن ألعاب استراتيجية الوقت الحقيقي بافتقادها إلى عناصر البناء والتركيز على الحرب. من أشهر هذه الألعاب هي لعبة الحرب الشاملة و توم كلانسي إند وار ولعبة رجال الحرب.